# Nagykozár
Nagykozár là một thị trấn thuộc hạt Baranya, Hungary. Thị trấn này có diện tích 11,46 km², dân số năm 2010 là 1876 người, mật độ 164 người/km².